# Lasioglossum pallens
Lasioglossum pallens är en biart som först beskrevs av Gaspard Auguste Brullé 1832.  Lasioglossum pallens ingår i släktet smalbin, och familjen vägbin. Inga underarter finns listade.

## Utseende
Ett slankt, svart bi med tydliga, ljusa band mot slutet av varje tergit (segmenten på bakkroppens ovansida).

## Ekologi
Arten förekommer på hedar, backar, fält, vallar och liknande på sand- och lössjord. Den är förhållandevis ospecialiserad vad gäller födovalet och hämtar näring från blommor ur korsblommiga växter och rosväxter. Båda könen flyger under våren.

### Fortplantning
Arten är solitär (icke-samhällsbildande). Honan gräver ett larvbo på vegetationsfattiga jordar. Både honan och hanen övervintrar. Det förekommer att boet parasiteras av blodbiet Sphecodes majalis, vars larv lever av det insamlade matförrådet sedan värdägget eller -larven dödats.

## Utbredning
En inte särskilt vanlig art vars utbredningsområde omfattar Nordafrika till Mellaneuropa upp till 52°N samt österut till Iran.